# Індепенденс Парк
Індепенденс Парк (англ. Independence Park) — спортивно-культурний комплекс в Кінгстоні, Ямайка, побудований для Ігор Британської імперії та Співдружності 1966 року. Тут розміщені різноманітні спортивні споруди. Головним спортивним майданчиком комплексу є Національний стадіон .

## Історія
Стадіон був побудований 1962 року і того ж року приймав Центральноамериканські і Карибські ігри і був головною ареною змагань, на якому зокрема пройшли церемонії відкриття та закриття. Він також був головною ареною Ігор Британської імперії та Співдружності 1966 року.
Влітку 2019 року на стадіоні пройшли матчі Золотого кубка КОНКАКАФ.